# 대구지묘초등학교
대구지묘초등학교는 대한민국 대구광역시 동구에 있는 공립 초등학교이다.

## 학교 연혁
- 1962-07-28 서촌국민학교 지묘분교장 설립인가
- 1962-09-02 지묘2동 최씨 문중의 재실 다천정(화성명산 아파트 입구 맞은 편 옛 기와집)에서 시작
- 1963-09-05 교실 2칸, 변소1칸, 숙직실 1칸
- 1968-01-01 지묘국민학교승격 인가
- 1968-03-18 지묘국민학교 승격 개교(학생 수 25명)
- 1968-08-10 교실3칸을 더 지음(모두 5칸)
- 1969-02-14 제1회 졸업(남11명, 여14명, 계25명)
- 1973-04-08 전화 개통
- 1981-07-01 대구지묘국민학교로 개칭(대구시 편입)
- 1996-03-01 대구지묘초등학교로 개칭
- 2002-12-23 다목적 교실(강당) 준공
- 2007-12-12 과학실 현대화 사업 완료
- 2011-06-19 교원능력개발 평가 NEIS 연계 온라인 평가 선도학교 운영
- 2011-09-01 아토피, 천식 등 환경성 질환 개선 선도학교 운영
- 2011-12-29 운동장 놀이시설 교체
- 2012-03-02~2014-02-28 스마트교육정책연구학교 지정 운영
- 2012-09-28 운동장 우레탄 트랙 및 잔디 조성
- 2012-11-06 스마트교실 구축
- 2012-12-26 서편 화단 『학교 공원화』 사업 실시
- 2013-03-01 Wee 클래스 설치
- 2013-05-09 2013 학교CEO 정보화 연수회 실시
- 2013-05-30 학교 숲 조성 공사
- 2013-11-06 2013년 스마트교육 정책연구학교 수업 공개
- 2013-11-22 2013 연구학교 박람회
- 2013-12-12 교훈석 안치
- 2014-03-04 돌봄교실(꿈자랑방)설치

## 참고 자료
- 대구지묘초등학교 - 한국교육학술정보원 학교알리미